# Torrente Pescera
Il torrente Pescera è un corso d'acqua della Toscana, affluente del fiume Fine.
Scorre nei comuni di Castellina Marittima e Rosignano Marittimo, rispettivamente nelle province di Livorno e Pisa. È caratterizzato da un regime torrentizio con piene invernali e primaverili.